# Donja Rača
Donja Rača (en serbe cyrillique : Доња Рача) est un village de Serbie situé dans la municipalité de Rača, district de Šumadija. Au recensement de 2011, il comptait 925 habitants.

## Démographie

### Évolution historique de la population
| 1948  | 1953  | 1961  | 1971  | 1981  | 1991  | 2002  | 2011 |
| ----- | ----- | ----- | ----- | ----- | ----- | ----- | ---- |
| 1 634 | 1 684 | 1 595 | 1 543 | 1 580 | 1 474 | 1 008 | 925  |

|  |